# 夏家店上層文化

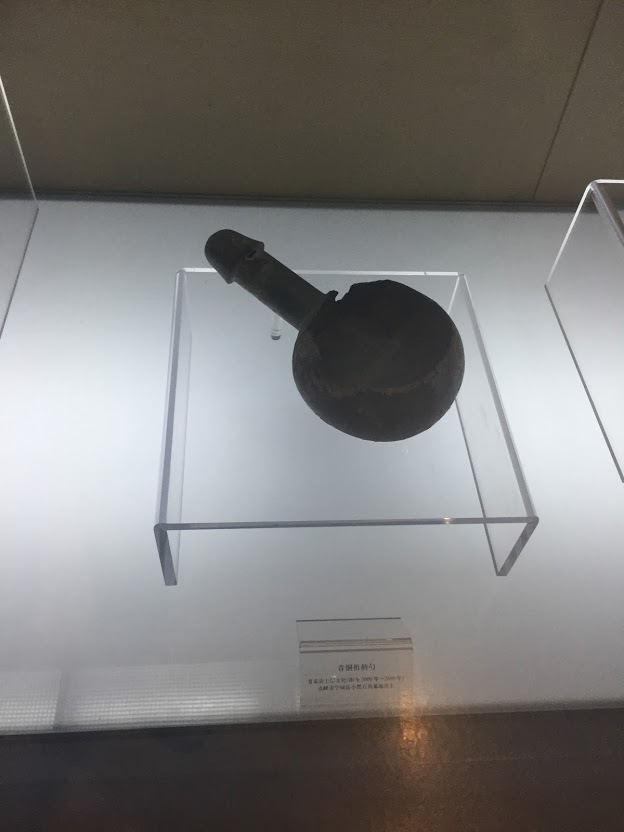
勺把呈阴茎形的青铜勺，1985年出土于内蒙古赤峰市宁城县小黑石沟墓地M8501，现藏于赤峰市博物馆。

夏家店上層文化為中國東北重要考古文化之一。該文化遺址因在內蒙古赤峰市夏家店發現，依照考古慣例，以發現處所為名。另外，此於1960年發現的遺跡，之所以命名為「上層文化」，乃是為了同樣在夏家店垂直出現、年代稍早的夏家店下層文化相區隔。。屬於遼河文明，在中國歷史上，被連結到東胡。
夏家店上層文化，是為西元前8世紀－西元前3世紀之青銅文化，分布地點為內蒙古遼河一帶。在特徵上，夏家店上層文化的陶器技巧已經明顯純熟，而隨葬的戈、矛、短劍、 鏃、飾牌青銅器常常於墓葬品中發現，因此視為青銅時代的晚期。